# وثیقه (مجموعه تلویزیونی)
وثیقه (انگلیسی: Borgen) یک مجموعه تلویزیونی دانمارکی در ژانر درام سیاسی ساخته آدام پرایس است. از جمله بازیگران آن می‌توان به سیسه بابد کنوسن، بریگیته هیورت سورنسن، یولیه آونیته وانگ، پیتر میوگین و پیلو اسبک اشاره کرد.

## جوایز
این مجموعه تلویزیونی در سال ۲۰۱۰ موفق به دریافت جایزه بهترین مجموعه تلویزیونی درام جایزه ایتالیا شد و در سال ۲۰۱۳ جایزه بهترین مجموعه تلویزیونی اروپایی از جشنواره تلویزیونی مونت-کارلو را از آن خود کرد. جایزه پیبادی از جمله جوایز دیگری است که مجموعه تلویزیونی موفق به دریافت آن شده‌است.